# بخش مرشدآباد
بخش مرشدآباد (به انگلیسی: Murshidabad district) یک بخش در هند است که در بنگال غربی واقع شده‌است. بخش مرشدآباد ۵٬۳۲۴ کیلومتر مربع مساحت و ۷٬۱۰۳٬۸۰۷ نفر جمعیت دارد.